# Vườn quốc gia Kwiambal
Vườn quốc gia Kwiambal là một vườn quốc gia ở bang New South Wales, Úc, cách thành phố Ashford khoảng 30 km. Cả hai sông Severn và sông Macintyre đều chảy qua vườn này và cuối cùng hội tụ trong vườn, dưới các thác MacIntyre.
Có các đống đá granite lồi lên rải rác trong vườn quốc gia này. Các hang Ashford cũng nằm trong vườn này.

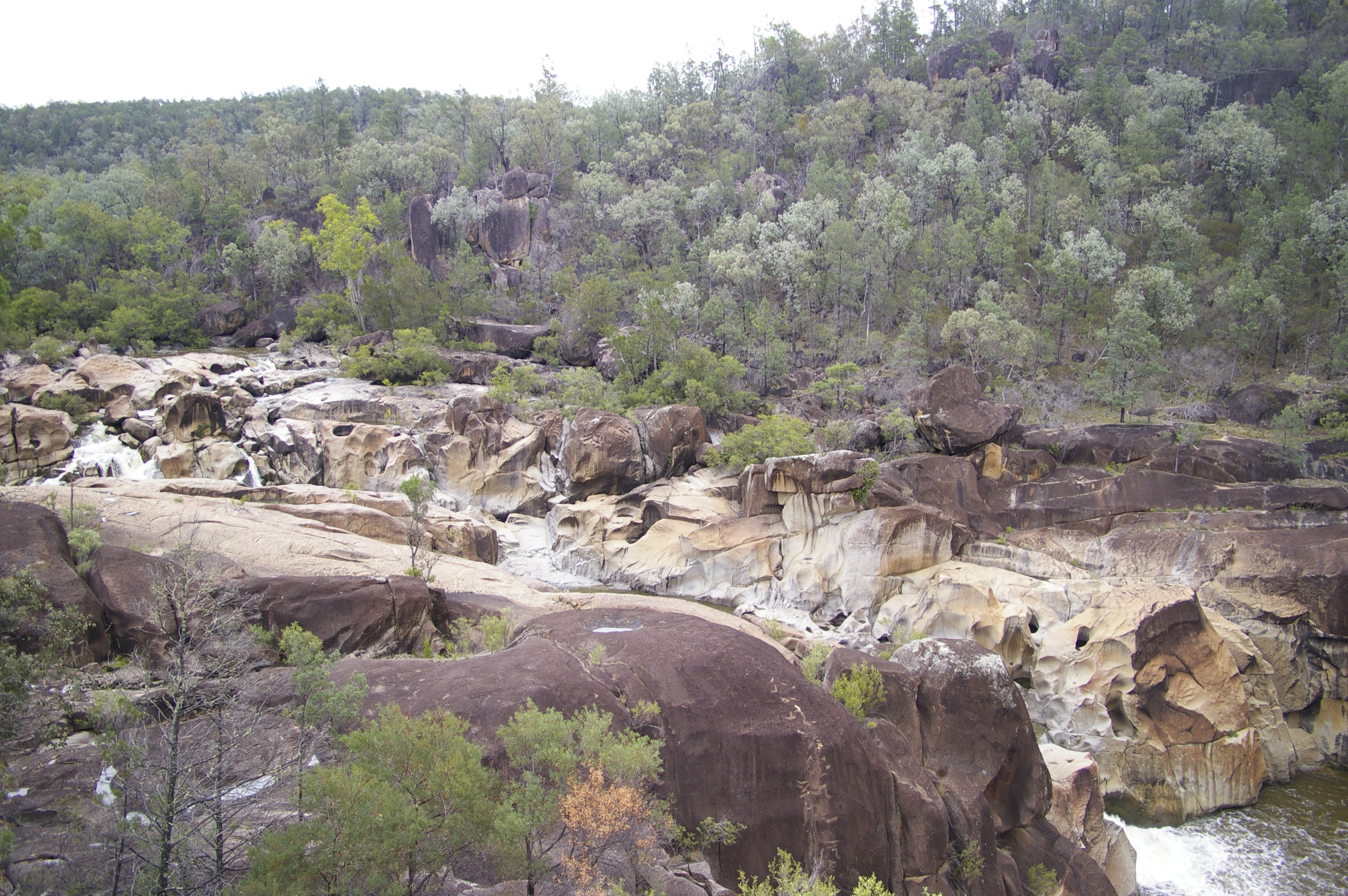
Các thác MacIntyre